# Carlos Olmos de Aguilera
Carlos Olmos de Aguilera; (* Santiago de Chile, 1776 -  1835) fue un político chileno. 

## Formación
Educado en el Colegio Carolino. Estuvo cursando Leyes y Cánones en la Universidad de San Marcos, de Lima, Perú. 

## Actividades públicas
Durante la guerra de independencia estuvo del lado Patriota, con posterioridad figuró del lado de los pipiolos (liberales).
- Diputado representando a Puchacay (1822-1823)
- Miembro de la Asamblea que firmó la Constitución  Política de Chile, promulgada en diciembre de 1823.